# Język pomocniczy
Język pomocniczy (międzynarodowy język pomocniczy, ang. international auxiliary language, skracane do IAL lub aukslang) – język używany w komunikacji między różnojęzycznymi osobami.
Podstawowym założeniem aukslangu jest ułatwienie komunikacji, nie zaś zastąpienie powszechnie używanych języków rodzimych.

## Sztuczny język pomocniczy
Pojęcie języków pomocniczych odnosi się przeważnie do języków sztucznych, takich jak esperanto, ido, interlingua, volapük, occidental czy też latino sine flexione. Języki tego rodzaju mają przeważnie charakter aposterioryczny i mogą wykazywać cechy schematyczne lub naturalistyczne. Nie służą jako powszechne środki komunikacji. Najpopularniejszym z nich jest esperanto.

## Naturalny język pomocniczy
Jako język pomocniczy określa się również język etniczny, któremu nadano tę rolę np. w drodze międzynarodowej umowy. Taką mową mógłby być jeden z najczęściej używanych, jednak nawet języki angielski i mandaryński są używane przez mniej niż czwartą część populacji świata.
W celu przezwyciężenia tych trudności proponowano wprowadzenie w drodze międzynarodowego konsensusu, w konsultacji z ekspertami z rozmaitych dziedzin wiedzy, języka sztucznego lub etnicznego. Miałby to być język w formie ustnej i pisemnej. Język taki miałby być nauczany w każdym kraju jako dodatkowy (drugi język), obok języków narodowych.

## Języki niewidomych i niesłyszących
Proponowano także przyjęcie oficjalnego pisma dla niewidomych, zgodnego z międzynarodowym językiem pomocniczym. Jako lingua franca głuchych zaproponowano język znaków, taki jak gestuno, gdyż w chwili obecnej istnieje kilka niezgodnych ze sobą języków. Uważa się, że język taki nie powinien być zgodny z formą mówioną i pisaną międzynarodowego języka pomocniczego, gdyż języki znaków są niezależne od tych form.
Pomysły te nie upowszechniły się jednak w takiej mierze, jak zakładano. Uważa się niekiedy, że konieczne jest polityczne wsparcie ze strony państw, uzupełnione o środki niezbędne do nauczania i wdrażania.